# Zbór Kościoła Chrześcijan Baptystów „Wspólnota Radość” w Warszawie
Zbór Kościoła Chrześcijan Baptystów „Wspólnota Radość” w Warszawie – zbór Kościoła Chrześcijan Baptystów znajdujący się w Warszawie, w Radości, przy ulicy Szczytnowskiej 35/39.